# Fascellina chromataria
Fascellina chromataria là một loài bướm đêm trong họ Geometridae.

## Hình ảnh

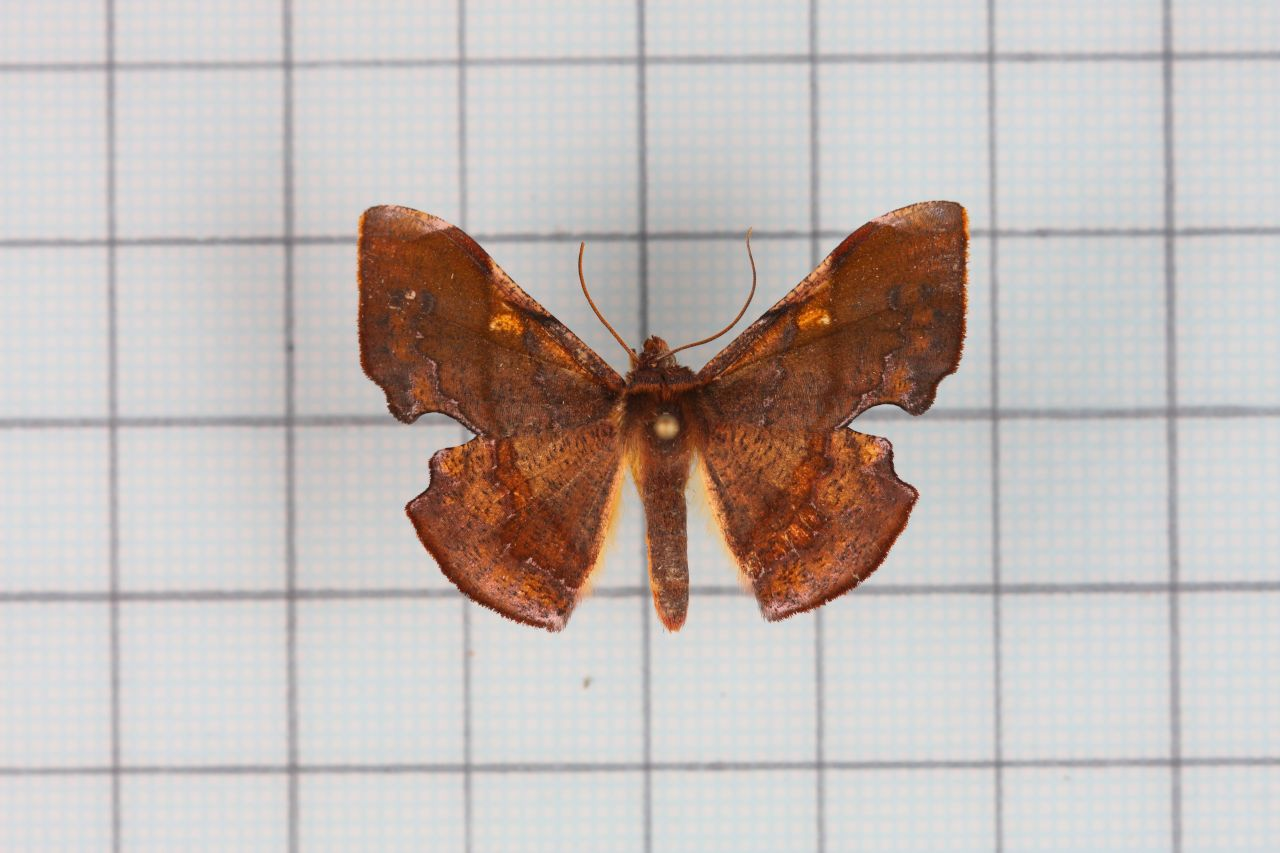
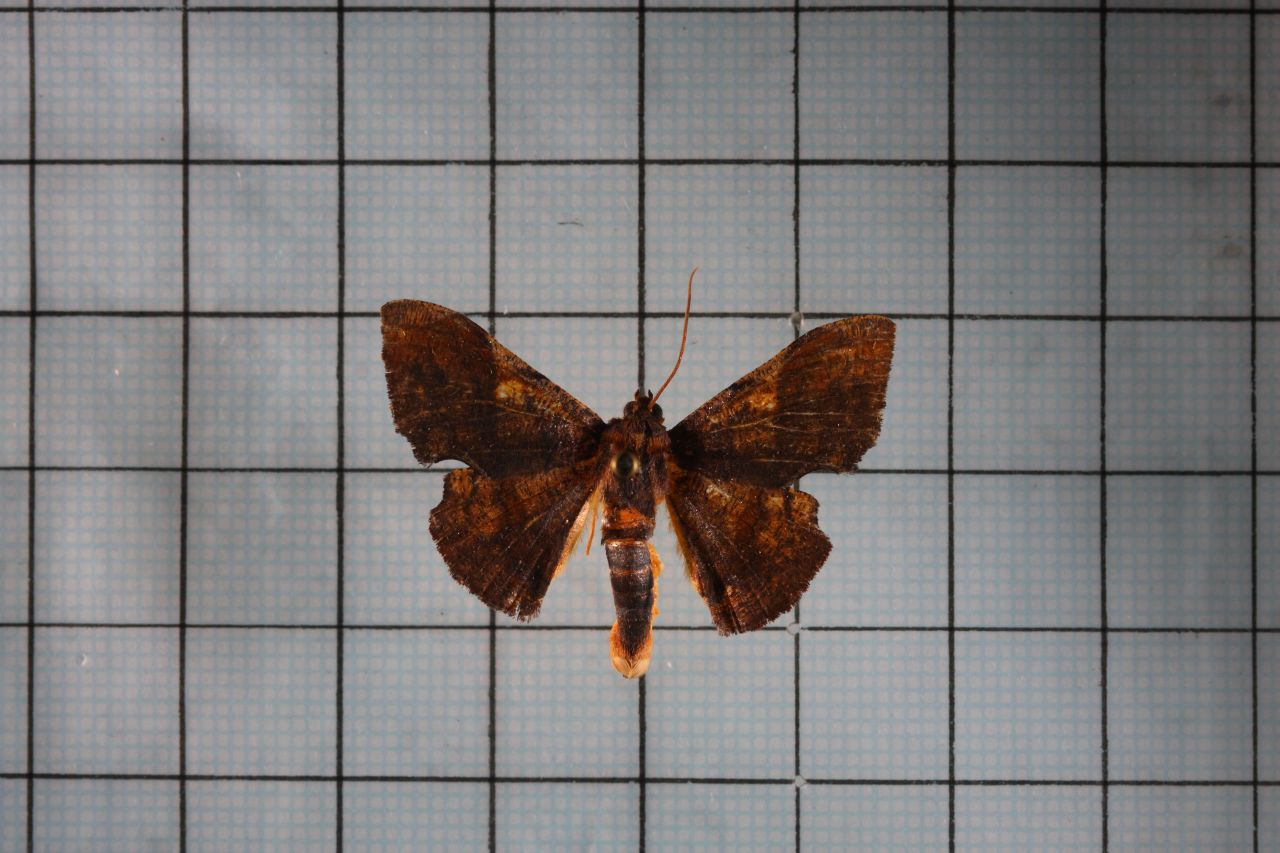